# Christoffel XXV
Christoffel XXV is een gerstewijn gebrouwen door Brouwerij Sint Christoffel uit Roermond ter gelegenheid van het 25-jarig jubileum van de brouwerij.
Het bier heeft een densiteit van 25 graden Plato, een alcoholpercentage van 10,25% en is in 25 uur gebrouwen.
Christoffel XXV wordt in een opvallende oranje 2 liter beugelfles verkocht.